# أبغرمك الوسط نقارة خانة (كبغيان)
أبغرمك الوسط نقارة خانة (بالفارسية: آبگرمک وسطی نقاره‌خانه) هي قرية تقع في إيران في قسم كبغيان الريفي. يقدر عدد سكانها بـ 37 نسمة .